# Michał Micherdziński
Michał Micherdziński (ur. 5 sierpnia 1919 w Dąbrowie Górniczej, zm. 23 lutego 2006 w Sanoku) – polski inżynier mechanik, pracownik przemysłu motoryzacyjnego związany z Sanokiem.

## Życiorys
Urodził się 5 sierpnia 1919 w Dąbrowie Górniczej . Pochodził z rodziny robotniczej. Był synem Antoniego i Elżbiety z domu Podgórskiej.
W 1933 ukończył naukę w 8-klasowej szkole podstawowej w Bielsku . W 1936 został absolwentem Państwowej Szkoły Przemysłu Metalurgicznego w Sułkowicach. Następnie kontynuował edukację w Państwowej Szkole Rusznikarstwa Wojskowego w Warszawie. Naukę tamże przerwał wybuch II wojny światowej w1939. Brał udział w kampanii wrześniowej w obronie Warszawy, od pierwszych dni obrony służąc jako ochotnik w szeregach XIV batalionu wartowniczego  . Przez cały miesiąc pracował w rusznikarni przy ul. Senatorskiej 10 (w dzień naprawiał i kompletował broń, a nocą transportował na linie frontu). Po kapitulacji i nastaniu okupacji niemieckiej pracował w firmie „Bors”.
Opuścił stolicę po tym jak został wytypowany do wyjazdu do formującej się armii polskiej. Usiłował przedostać się na Węgry, lecz 23 kwietnia 1940 został zatrzymany przez Słowaków w Czadcy. Przez nich po dwóch dniach przekazany do Schutzpolizei w Zwardoniu, a stamtąd po 2-3 dniach przewieziony na gestapo do Bielska. Po przewiezieniu z Katowic od 26 czerwca 1940 był osadzony w niemieckim obozie koncentracyjnym KL Auschwitz jako więzień polityczny . Otrzymał numer obozowy 1261 . 29 lipca 1941 był świadkiem, gdy na apelu franciszkanin Maksymilian Maria Kolbe dobrowolnie wybrał śmierć głodową w zamian za skazanego współwięźnia Franciszka Gajowniczka    . Od 18 do 30 sierpnia 1943 przebywał w szpitalu KL Auschwitz III-Buna. W październiku 1943 wraz z ok. 200 współosadzonymi został skazany na karę dożywotnich ciężkich robót w kamieniołomie „za przynależność do tajnej obozowej organizacji” oraz osadzony w Bloku 26. W obozie Auschwitz przebywał do 9 lutego 1944, przeżywając tam łącznie 1827 dni tj. 5 lat i 2 dni  . Stamtąd został wywieziony do obozu Flossenbürg  . Od około 16-20 kwietnia 1945 brał udział w zarządzonej ewakuacji obozu przemierzając teren Górnej Bawarii. Odzyskał wolność u kresu wojny 23/24 kwietnia 1945 po wyzwoleniu przez armię amerykańską  .
Po wstępnym leczeniu wrócił do Polski w marcu 1946. Uczył się w Technikum Mechanicznym w Sosnowcu, gdzie ukończył naukę w 1950. Od tego roku studiował na Wydziale Mechanicznym Wyższej Szkoły Inżynierskiej w Katowicach, lecz po 4 semestrze był zmuszony przerwać studia z uwagi na stan zdrowia. Od 1947 do 1953 pracował na stanowisku szefa produkcji w Wytwórni Osprzętu NN w Bielsku, od 1953 do 1956 kierownikiem produkcji w Wytwórni Osprzętu Laboratoryjnego w Bytomiu, a od 1956 do 1961 nauczycielem w Zasadniczej Szkole Zawodowej w Bielsku-Białej . Następnie zamieszkał w Sanoku, gdzie podjął pracę w Sanockiej Fabryce Autobusów „Autosan”, od 1961 do 1963 sprawując stanowisko kierownikia działu bhp , a od 1963 do 1967 głównego mechanika. W 1966 ukończył na Politechnice Krakowskiej przerwane uprzednio studia, uzyskując dyplom inżyniera mechanika. Od 1967 do 1971 był zastępcą dyrektora ds. inwestycji w Fabryce Amortyzatorów w Krośnie. Powróciwszy do Sanoka od 1971 do 1973 był zastępcą dyrektora ds. technicznych w Zakładach Przemysłu Gumowego „Stomil” . Od 1973 do 1981 był zastępcą dyrektora ds. pracowniczych w „Autosanie”. W 1981 przeszedł na emeryturę. Od tego czasu był bezpartyjny.
Na emeryturze działał na rzecz głoszenia wiedzy o św. ojcu M. M. Kolbe. Był związany z kościołem Franciszkanów w Sanoku . Odwiedzał też inne ośrodki franciszkanów konwentualnych w Polsce (np. Harmęże, Legnica), a także parafie i szkoły, dzieląc się swoim świadectwem  . Należał do Polskiego Związku Byłych Więźniów Politycznych Hitlerowskich Więzień i Obozów Koncentracyjnych. W 2002 jako kombatant otrzymał nominację na stopień porucznika. 

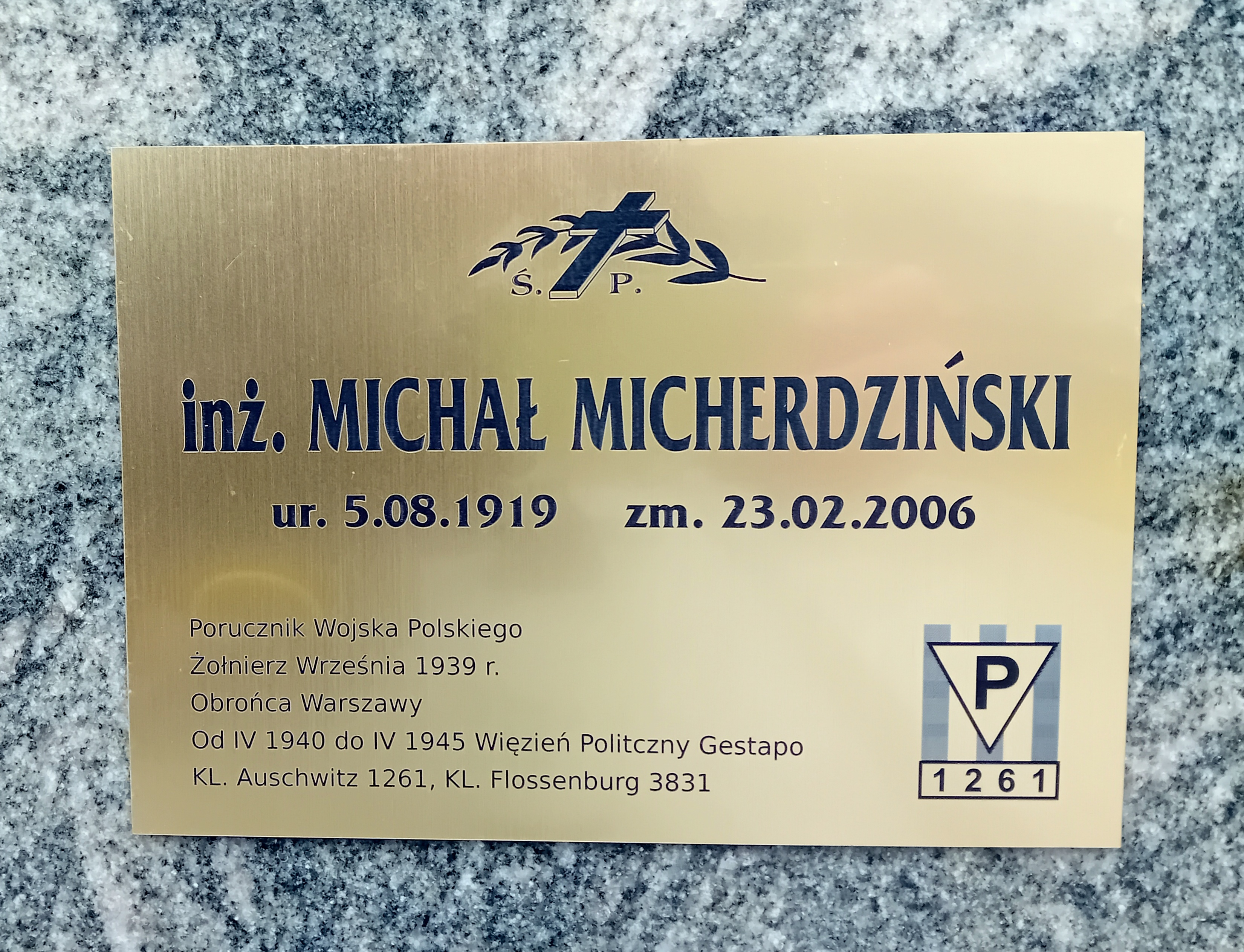
Tabliczka nagrobna Michała Micherdzińskiego

W latach 80. był wdowcem. Zmarł 23 lutego 2006 w Sanoku . Został pochowany na Cmentarzu Centralnym w Sanoku 27 lutego 2006  .

## Odznaczenia i wyróżnienia
- Krzyż Kawalerski Orderu Odrodzenia Polski (1974)[34][24]
- Złoty Krzyż Zasługi (1969)[24]
- Odznaka „Zasłużony dla Sanoka”[8]
- Odznaka „Racjonalizator Produkcji” (1953)[24]
- Złota Odznaka Związku Zawodowego Metalowców – dwukrotnie (1964, 1972)[4]
- Srebrna Odznaka Polskiego Związku Motorowego (1971)[4]
- Dyplom za wieloletnią pracę w SFA „Autosan” (1975)[35]
- Nagroda za aktywną działalność kulturalną w Sanoku (1979)[36]